# Česká Miss 2005
Česká Miss 2005 představoval historicky první ročník české národní soutěže krásy Česká Miss.

## Finále
Slavnostní večer se konal v sobotu 26. února 2005. Porota se skládala z předsedkyně poroty Michaely Maláčové, Haliny Pawlowské, Heleny Houdové, Terezy Maxové, Romana Šebrleho, Aleše Valenty a Ondřeje Hejmy. Finálový večer moderoval Vojtěch Kotek. Významný host byl prezident republiky Václav Klaus.
Vítězku korunovala Miss Universe 2004 Jennifer Hawkinsová z Austrálie.

## Finalistky soutěže

### Superfinále (TOP 6)
- 1. Kateřina Smejkalová  (soutěžní číslo 9) – Pochází z Šternberka. Stala se Česká Miss 2005.
- 2. Zuzana Štěpanovská  (soutěžní číslo 11) – Pochází z Jihlavy. Stala se I. českou vicemiss 2005 a držitelkou titulů Miss Posluchačů a Tip Poroty.
- 3. Michaela Štoudková  (soutěžní číslo 1) – Pochází z Chomutova. Stala se II. českou vicemiss 2005.
- 4. Jana Horáčková (soutěžní číslo 6) – Stala se držitelkou titulů Miss Čtenářů a Miss Internet.
- 5. Sandra Vídeňská (soutěžní číslo 3)
- 6. Kateřina Sedláková (soutěžní číslo 7)

### Ostatní
- 7. Anděla Halušková (soutěžní číslo 4)
- 8. Daniela Šmýrová (soutěžní číslo 5)
- 9. Helena Benešová (soutěžní číslo 2)
- 10. Monika Voráčová (soutěžní číslo 10)
- 11. Simona Boříková (soutěžní číslo 8)
- 12. Zuzana Línková (soutěžní číslo 12)

## Konečné pořadí
| Česká Miss 2005 – Kateřina Smejkalová        |
| I. česká vicemiss 2005 – Zuzana Štěpanovská  |
| II. česká vicemiss 2005 – Michaela Štoudková |

## Vedlejší tituly
- Tip Poroty – Zuzana Štěpanovská
- Miss Čtenářů – Jana Horáčková
- Miss Posluchačů – Zuzana Štěpanovská
- Miss Internet – Jana Horáčková

## Umístění v mezinárodních soutěžích
- vítězka Kateřina Smejkalová se na Miss Universe 2005 neumístila.
- I. česká vicemiss Zuzana Štěpanovská se na Miss Earth 2005 umístila v TOP 16.

## Zajímavosti
- semifinalistka Renata Langmannová se později stala Českou Miss 2006
- semifinalistka Iveta Lutovská se později stala Českou Miss 2009
- I. česká vicemiss Zuzana Štěpanovská se zúčastnila Miss České republiky pro rok 2002 a probojovala se do finále.